# 放浪三昧
『放浪三昧』（ほうろうざんまい）は、1928年（昭和3年）製作・公開、伊丹万作原作・脚本、稲垣浩監督による日本の長篇劇映画、サイレント映画である。片岡千恵蔵プロダクション設立第2作、伊丹万作の脚本家デビュー2作目、稲垣浩の監督デビュー2作目にあたる作品として知られる。オリジナルシナリオ完成時の原題は『伊達主水』（だてもんど）。

## 略歴・概要
伊丹自身の回想によれば、1927年（昭和2年）10月、満27歳のころ、旧制・愛媛県松山中学校（現在の愛媛県立松山東高等学校）時代の先輩である伊藤大輔宅の食客となった際に、伊藤に言われて「しかたなく」書いたオリジナルシナリオが2本あり、初めて書いたものがのちに自ら監督する『花火』（1931年）であり、同月のうちに書いたもう1作が『伊達主水』であったという。翌月の同年11月、谷崎十郎主宰による谷崎十郎プロダクションが奈良に設立され、当時、同じく伊藤家の食客であった俳優の香川良介、脚本家の中川藤吉らとともに同プロダクションに移り、俳優としての日々を過ごしたが、同年12月末からは、香川らとともに台湾を巡業、翌4月に京都に戻ると、設立されたばかりの片岡千恵蔵プロダクションに助監督兼脚本家として参加することになっており、1週間で書いた脚本が『天下太平記』であり、同作は同プロダクションの設立第1回作品として製作・公開され、伊丹万作、稲垣浩がそれぞれ脚本家、監督としてデビューした。その次の作品として採用されたのがすでに完成していたオリジナルシナリオ『伊達主水』であり、製作・公開にあたって改題されたのが本作、『放浪三昧』である。

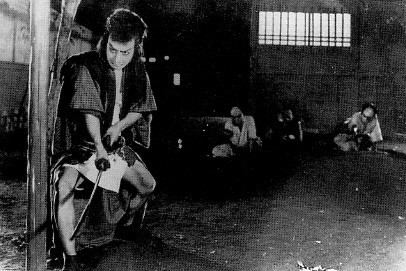
『放浪三昧』のスチル写真。左が片岡千恵蔵演じる主人公「伊達主水」。

本作には、プロダクション主宰の片岡千恵蔵のほか、伊丹と同時に入社した香川良介、同じく同プロダクションの設立に参加した林誠之助や成松和一、衣笠淳子、市川小文治歌舞伎映画プロダクションの市川小文治らが出演している。撮影現場ではチーフ助監督を務めた伊丹万作も「安藤兵衛」役で助演しており、伊丹の役のある助演出演作はほかに、翌1929年（昭和4年）の正月映画として同年12月31日に公開される自らの監督作『続万花地獄 第一篇』（演出指導伊藤大輔、原作吉川英治）があり、同作では「肉植幸安」役、「青山七造」の芸名で出演している。『続万花地獄 第二篇』にも同様に出演しているが、撮影途中に伊丹が倒れ、同作は稲垣が監督して完成させた。同プロダクションは、当時まだ自社撮影所を所有しておらず、河合広始・田中十三の主宰する「日本キネマ撮影所」（双ヶ丘撮影所）でセット撮影が行われた。本作公開前の同年7月末に、本作の配給元である日本活動常設館館主連盟映画配給社が瓦解し、同プロダクションは、次作からは自主配給を余儀なくされた。
2013年（平成25年）1月現在、東京国立近代美術館フィルムセンターは、本作の上映用プリントを所蔵していない。マツダ映画社は「60分尺」の上映用プリントを所蔵している。同ヴァージョンのビデオグラムは、かつてアポロン音楽工業（のちのバンダイ・ミュージックエンタテインメント、2000年解散）が松田春翠の説明（活弁）音声トラックつきの活弁トーキー版をVHSベースで発売しており、その後2000年（平成12年）には、マツダ映画社（発売元オールド・ニュー）が、「日本無声映画名作館」第9巻として同ヴァージョンの活弁トーキー版VHSを販売している。これとは異なる「40分尺」ヴァージョンのプリントも存在し、ディスクプランが2009年（平成21年）7月15日に「日本名作劇場」第29巻としてDVDベースで発売した。本作の脚本については、1961年（昭和36年）11月15日に発行された『伊丹万作全集 第3巻』（筑摩書房）には収録されていない。

## スタッフ・作品データ
- 監督 : 稲垣浩
- 原作・脚本 : 伊丹万作
- 撮影 : 石本秀雄
- 助監督 : 伊丹万作（チーフ助監督、ノンクレジット）[6]

- 製作 : 片岡千恵蔵プロダクション
- 上映時間（巻数 / メートル） : 約96分（8巻 / 1,978メートル）[13] / 現存版 60分[9]
- フォーマット : 白黒映画 - スタンダードサイズ（1.37:1） - 18fps - サイレント映画
- 公開日 :  日本 1928年8月1日
- 配給 :  日本活動常設館館主連盟映画配給社
- 初回興行 : 神戸・菊水館

## キャスト
- 片岡千恵蔵 - 伊達主水
- 市川小文治 - 伊達勘右衛門
- 中村寿郎 - 伊達小太郎
- 伊丹万作 - 安藤兵衛
- 林誠之助 - 安藤吉之助
- 衣笠淳子 - 安藤つや
- 松原敬六 - 関口多左衛門
- 矢野武男 - 関口蔵六
- 香川良介 - 無名の浪人
- 成松和一 - 近藤勇